# Rudolf Spanner

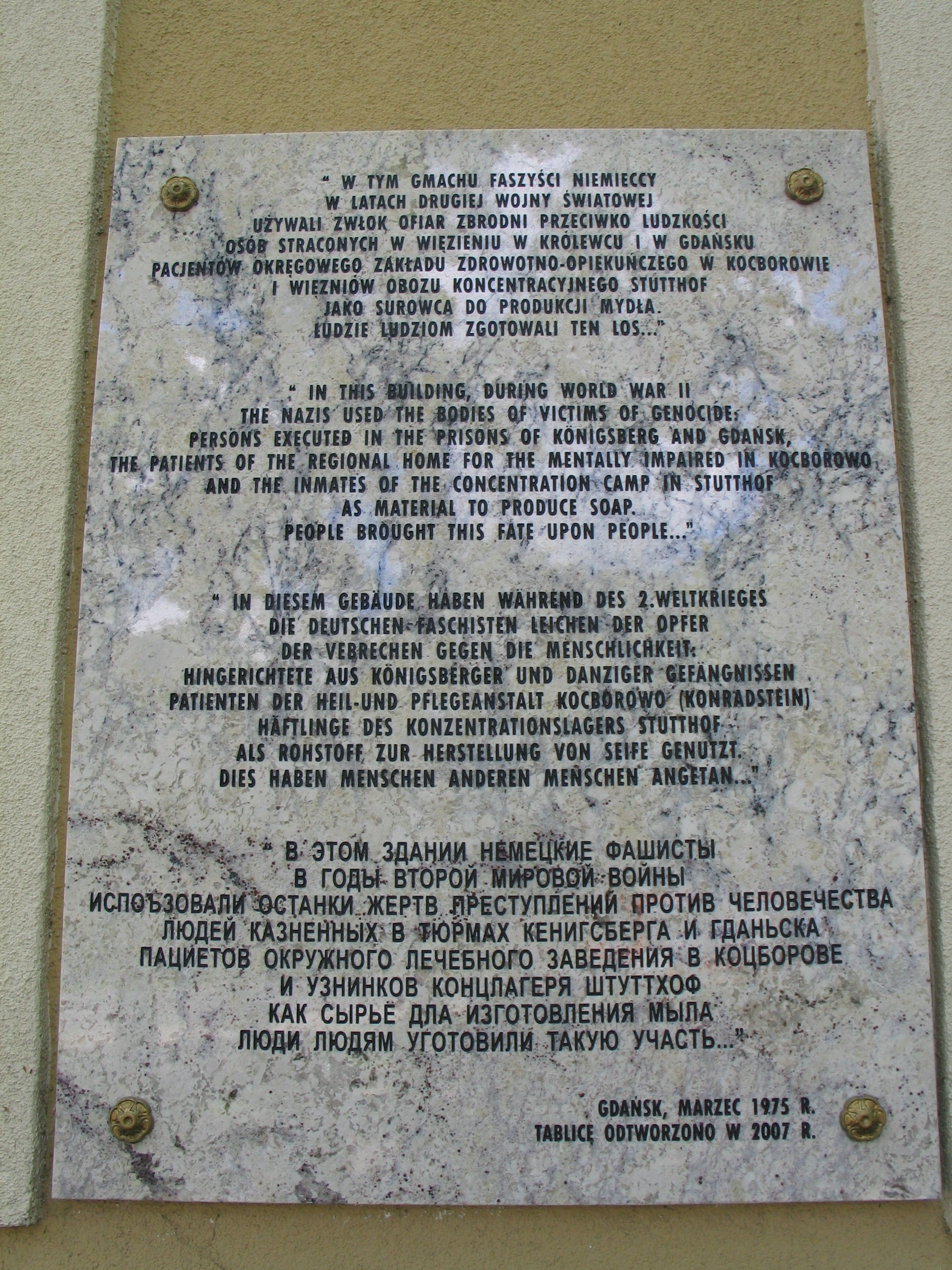
Placa que recuerda los experimentos de Rudolf Spanner en Gdansk.

Rudolf Spanner (Metternich, Coblenza, 17 de abril de 1895-Colonia, 1960) fue un médico alemán, director del Instituto Anatómico de Danzig durante la Segunda Guerra Mundial. 

## Trabajos
Spanner fue asistente de campo en la Primera Guerra Mundial de 1914 a 1918. En 1919 se convirtió en Doctor. Luego se convirtió en asistente en la Academia Senckenberg en Frankfurt en 1919 y en el Instituto Anatómico de Hamburgo en 1921.
En 1938 se convirtió en profesor extraordinario programado en Jena y en 1939 se mudó a Colonia como profesor titular.
Del 1939 a 1945 fue profesor titular en la Academia de Medicina de Gdansk. En 1942 se convirtió en miembro de la Leopoldina. En 1946 regresó a Colonia como profesor visitante.

## Biografía
Fue acusado de haber experimentado por iniciativa propia con la producción de jabón a partir de grasa humana obtenida de cadáveres entre 1943 y 1944, llegando a producir una pequeña cantidad destinada a limpiar las salas de autopsias. 
Alexander Werth, corresponsal de guerra, en su libro Russia at War 1941 to 1945, informó de que durante su visita a Danzig en 1945, poco después de su liberación por el Ejército Rojo, había visto una fábrica fuera de la ciudad destinada a fabricar jabón a partir de cadáveres humanos. Según Werth, la había dirigido un «profesor alemán llamado Spanner» y añadía que producía «una visión de pesadilla, con sus tinas llenas de cabezas humanas y torsos encurtidos en un poco de líquido y sus cubos llenos de una sustancia escamosa -jabón humano».
En los juicios de Núremberg, Sigmund Mazur, asistente de laboratorio en el Instituto Anatómico de Danzig, declaró que el jabón se había hecho de grasa de cadáver y afirmó que con unos 70 u 80 kg de grasa obtenidos de cuarenta cuerpos se podían haber producido más de 25 kg de jabón, retenido por el profesor Rudolf Spanner. Entre los testigos oculares figuraron también prisioneros de guerra británicos y el doctor Stanislaw Byczkowski, jefe del Departamento de Toxicología en la Escuela de Medicina de Danzig. La grasa habría sido obtenida del campo de concentración de Stutthof, la cárcel municipal de Danzig y un hospital psiquiátrico de la misma localidad.
Rumores acerca de la producción de jabón humano constituyen un mito que se remonta a la Primera Guerra Mundial. Thomas Blatt, superviviente de los campos de concentración e investigador del tema encontró poca documentación concreta y ninguna evidencia de producción masiva de jabón a partir de grasa humana, pero llegó a la conclusión de que existían evidencias de fabricación experimental.
Rudolf Spanner abandonó Dantzig ante el avance soviético y tras la guerra no sufrió condena por sus actos. Reintegrado a la carrera universitaria, fue catedrático de anatomía en la Universidad de Colonia y publicó un atlas de anatomía varias veces reeditado.
Spanner fue propuesto, en 1939, al Premio Nobel de Fisiología o Medicina por su trabajo en la fisiología del riñón. Desde 1942 perteneció a la Academia de Ciencias Leopoldina.